# Zersetzung (Ministerium für Staatssicherheit)

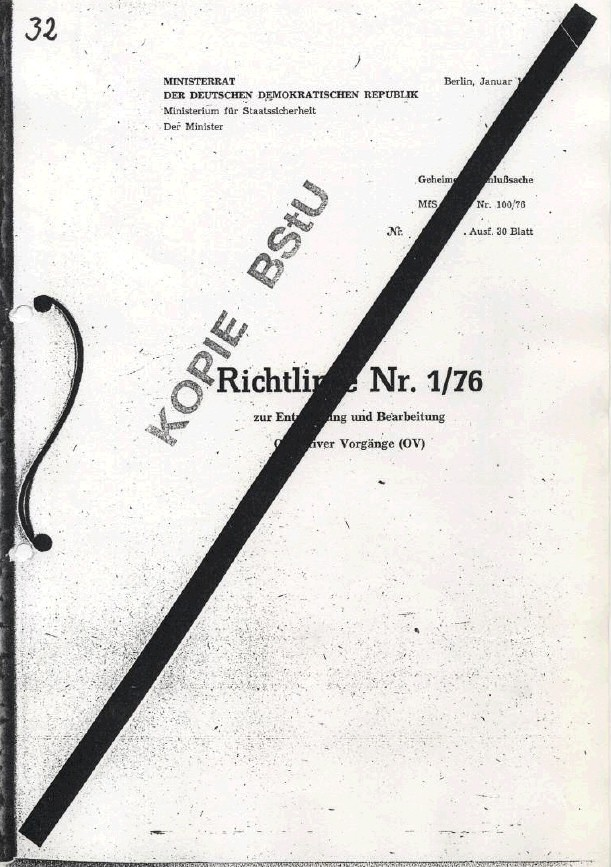
Richtlinie Nr. 1/76 zur Entwicklung und Bearbeitung Operativer Vorgänge (OV) des Ministeriums für Staatssicherheit

Die Zersetzung war eine vom Ministerium für Staatssicherheit (MfS) der DDR eingesetzte geheimpolizeiliche Methode. Sie diente zur Bekämpfung vermeintlicher und tatsächlicher politischer Gegner. Die in der ab Januar 1976 in Kraft getretenen Richtlinie Nr. 1/76 zur Entwicklung und Bearbeitung Operativer Vorgänge (OV) definierten Zersetzungsmaßnahmen wurden vom MfS vornehmlich in den 1970er und 1980er Jahren in Operativen Vorgängen gegen oppositionelle Gruppen und Einzelpersonen eingesetzt. Fast durchgehend konspirativ angewandt, ersetzten sie den offenen Terror der Ära Ulbricht.
Als repressive Verfolgungspraxis bestanden die Zersetzungsmethoden aus umfangreichen, heimlichen Steuerungs- und Manipulationsfunktionen und subtilen Formen ausgeklügelten Psychoterrors bis in die persönlichsten Beziehungen der Opfer hinein. Das MfS griff dabei auf das Netz an „Inoffiziellen Mitarbeitern“ (IM), staatliche Einflussmöglichkeiten auf alle Arten von Institutionen sowie die „Operative Psychologie“ zurück. Durch gezielte psychische Beeinträchtigung oder Schädigung versuchte das MfS auf diese Weise, den als Gegner bzw. Feind wahrgenommenen Dissidenten und Oppositionellen die Möglichkeiten für weitere „feindliche Handlungen“, das hieß politische Betätigung, zu nehmen.
Durch die Offenlegung zahlreicher Stasi-Unterlagen nach der politischen Wende in der DDR ist der Einsatz von Zersetzungsmaßnahmen durch das MfS öffentlich bekannt geworden. Schätzungen gehen von einer insgesamt vier- bis fünfstelligen Anzahl von Personen aus, die mit Zersetzungsmaßnahmen belegt wurden, bis zu 5000 von ihnen wurden hierdurch „nachhaltig geschädigt“. Opfer von Zersetzungsmaßnahmen durch das MfS haben bei nachweislicher systematischer, beruflicher und/oder gesundheitlicher Schädigung einen Anspruch auf Rehabilitation gemäß 2. SED-Unrechtsbereinigungsgesetz.

## Begriffsherkunft und MfS-Definition
Neben der chemischen Bedeutung des Verbs zersetzen bezeichnet Zersetzung auch die Zerstörung einer Gemeinschaft, Ordnung oder politischen Partei. Die Herkunft des Wortes im MfS-Gebrauch stammt aus der Militärsprache: „Zersetzung“ bezeichnet eine strategische Maßnahme aus der psychologischen Kriegsführung, um die Kampfmoral gegnerischer Soldaten zu schwächen. Während der Weimarer Republik wurde der Begriff für die gegenseitige Unterwanderung politischer Organisationen sowie der Reichswehr mit dem Ziel ihrer inneren Schwächung gebraucht. Das MfS verwendete den Begriff erstmals umfassend in seiner als „Geheime Verschlusssache“ eingestuften Richtlinie Nr. 1/76 zur Entwicklung und Bearbeitung Operativer Vorgänge (OV). Diese beschrieb auf drei Seiten die „Anwendung von Maßnahmen der Zersetzung“.
Eine Definition der Zersetzung einschließlich deren Ziele und Methoden lieferte das MfS im Rahmen der zweiten Auflage ihres 1981 erarbeiteten und 1985 erschienenen Wörterbuchs zur politisch-operativen Arbeit. Die erste Auflage aus dem Jahr 1970 enthielt diesen Begriff noch nicht.

„[Die operative Zersetzung ist eine] operative Methode des MfS zur wirksamen Bekämpfung subversiver Tätigkeit, insbesondere in der Vorgangsbearbeitung. Mit der Z. wird durch verschiedene politisch-operative Aktivitäten Einfluß auf feindlich-negative Personen, insbesondere auf ihre feindlich-negativen Einstellungen und Überzeugungen in der Weise genommen, daß diese erschüttert und allmählich verändert werden bzw. Widersprüche sowie Differenzen zwischen feindlich-negativen Kräften hervorgerufen, ausgenutzt oder verstärkt werden.
Ziel der Z. ist die Zersplitterung, Lähmung, Desorganisierung und Isolierung feindlich-negativer Kräfte, um dadurch feindlich-negative Handlungen einschließlich deren Auswirkungen vorbeugend zu verhindern, wesentlich einzuschränken oder gänzlich zu unterbinden bzw. eine differenzierte politisch-ideologische Rückgewinnung zu ermöglichen.
Z. sind sowohl unmittelbarer Bestandteil der Bearbeitung Operativer Vorgänge als auch vorbeugender Aktivitäten außerhalb der Vorgangsbearbeitung zur Verhinderung feindlicher Zusammenschlüsse. Hauptkräfte der Durchführung der Z. sind die IM. Die Z. setzt operativ bedeutsame Informationen und Beweise über geplante, vorbereitete und durchgeführte feindliche Aktivitäten sowie entsprechende Anknüpfungspunkte für die wirksame Einleitung von Z.-Maßnahmen voraus.
Die Z. hat auf der Grundlage einer gründlichen Analyse des operativen Sachverhaltes sowie der exakten Festlegung der konkreten Zielstellung zu erfolgen. Die Durchführung der Z. ist einheitlich und straff zu leiten, ihre Ergebnisse sind zu dokumentieren.
Die politische Brisanz der Z. stellt hohe Anforderungen hinsichtlich der Wahrung der Konspiration.“

## Politische und gesellschaftliche Rahmenbedingungen
Während der ersten zehn Jahre der DDR wurde politische Opposition überwiegend als Kriegs- und Boykotthetze mit Methoden des Strafrechtes bekämpft. Mit der Abschottung der DDR infolge des Mauerbaus wurde ab 1963 auch der justizielle Terror aufgegeben. Vor allem seit Beginn der Ära Honecker 1971 verstärkte das MfS seine Bemühungen, oppositionelles Verhalten ohne Anwendung des Strafrechtes zu sanktionieren. Wichtige Anlässe hierfür waren das Streben der DDR nach internationaler Anerkennung und die deutsch-deutsche Annäherung ab Ende der 1960er Jahre. So hatte sich die DDR sowohl im Grundlagenvertrag mit der Bundesrepublik als auch mit dem Beitritt zur UN-Charta und der Unterzeichnung der KSZE-Schlussakte zur Achtung der Menschenrechte verpflichtet beziehungsweise diese Absicht bekundet. Da letztere auch im Neuen Deutschland publiziert wurde, stand deren Umsetzung – insbesondere in Bezug auf die beschlossene Verbesserung der Ausreiseregelung – auch innenpolitisch zur Diskussion. Zudem versuchte das SED-Regime, die Zahl politischer Häftlinge zu reduzieren und hierzu die versprochenen Konzessionen durch Repressionspraktiken unterhalb der Schwelle von Verhaftung und Verurteilung zu kompensieren.

## Praktische Anwendung
Das MfS setzte die Zersetzung vor allem als psychologisches Unterdrückungs- und Verfolgungsinstrument ein. Es nutzte die an der Juristischen Hochschule der Staatssicherheit (JHS) gewonnenen Erkenntnisse der „Operativen Psychologie“ gezielt, um das Selbstvertrauen und Selbstwertgefühl der Opfer zu untergraben. Diese sollten verwirrt oder verängstigt, permanenten Enttäuschungen ausgesetzt und durch Störung der Beziehungen zu anderen Menschen sozial entwurzelt werden. Auf diese Weise sollten Lebenskrisen hervorgerufen werden, die politische Gegner verunsichern und psychisch belasten sollten, sodass dem Opfer die Zeit und Energie für staatsfeindliche Aktivitäten genommen wurde. Das MfS als Drahtzieher der Maßnahmen sollte hierbei nicht erkennbar sein. Der selbst betroffene Schriftsteller Jürgen Fuchs sprach deshalb auch von „psychosozialen Verbrechen“ und einem „Angriff auf die Seele des Menschen“.
Wenngleich sich bereits für die späten 1950er Jahre Methoden der Zersetzung nachweisen lassen, wurde die Zersetzung als Methode erst Mitte der 1970er Jahre wissenschaftlich definiert und vornehmlich in den 1970er und 1980er Jahren systematisch angewendet. Die Zahl der betroffenen Personen kann nur schwer ermittelt werden, da die Quellenlage wegen bewusster Verschleierung oft lückenhaft ist, die angewendeten Methoden jedoch vielfältig und die beteiligten Abteilungen zahlreich waren. Insgesamt dürften eine vier- bis fünfstellige Zahl an Personen in Gruppen sowie eine dreistellige Zahl an Einzelpersonen mit Zersetzungsmaßnahmen belegt worden sein. Andere Quellen gehen von etwa 5000 von der Zersetzung betroffenen und „nachhaltig geschädigten“ Personen aus. An der Juristischen Hochschule wurde eine zweistellige Zahl an Dissertationen zu Themen der Zersetzung vorgelegt. Zudem existiert ein etwa 50 Seiten umfassendes Lehrmaterial zur Zersetzung mit zahlreichen praktischen Beispielen.

### Durchführende Institutionen
Angewandt wurden die Maßnahmen von nahezu allen Abteilungen des MfS, vor allem jedoch von der Hauptabteilung XX des MfS in Berlin sowie den Abteilungen XX der Bezirksverwaltungen und Kreisdienststellen des MfS. Mit der Überwachung von Religionsgemeinschaften, Kultur- und Medienbetrieben, Blockparteien und gesellschaftlichen Organisationen, des Bildungs- und Gesundheitssystems sowie des Sports deckte die Linie XX praktisch das gesamte öffentliche Leben in der DDR ab. Das MfS nutzte hierbei die Möglichkeiten, die sich aus der geschlossenen Gesellschaftsform der DDR ergaben. Durch politisch-operatives Zusammenwirken besaß das MfS umfangreiche Eingriffsmöglichkeiten wie beispielsweise berufliche oder schulische Strafen, Ausschluss aus Massenorganisationen und Sportvereinen, zeitweise Verhaftungen durch die Volkspolizei sowie die Nichtgewährung von Reisegenehmigungen ins sozialistische Ausland bzw. das Zurückweisen an den visafreien Grenzübergängen zur Tschechoslowakei und Volksrepublik Polen. Zu den „Partnern des operativen Zusammenwirkens“ zählten ferner die Räte der Kreise, Universitäts- und Betriebsleitungen, Wohnungsverwaltungen, Sparkassenfilialen oder unter Umständen behandelnde Ärzte. Wichtige Grundlagen für die Ausarbeitung von Zersetzungsmaßnahmen lieferten die Linie VIII (Observation) sowie die Abteilungen 26 (Telefon- und Raumüberwachung) und M (Postkontrolle) des MfS, notwendige Technik beschaffte die Abteilung 32.
Das MfS wandte Zersetzungsmaßnahmen auch in Zusammenarbeit mit Bruder-Geheimdiensten anderer Ostblock-Staaten an. So leitete beispielsweise der polnische Geheimdienst gemeinsam mit dem MfS ab Anfang der 1960er Jahre Maßnahmen gegen die Zeugen Jehovas ein, welche als „innere Zersetzung“ bezeichnet wurden.

### Zersetzung von Einzelpersonen
Das MfS wendete die Zersetzung vor, während, nach oder an Stelle einer Inhaftierung der „Zielperson“ an. Die operativen Vorgänge verfolgten hierbei in der Regel nicht das Ziel, Beweise für eine strafbare Handlung des Opfers zu erbringen, um ein Ermittlungsverfahren zu eröffnen. Vielmehr betrachtete das MfS Zersetzungsmaßnahmen als eigenständiges Instrument, welches zum Einsatz kam, wenn strafrechtliche Maßnahmen aus politischen oder „politisch-operativen“ Gründen (beispielsweise um das internationale Ansehen der DDR nicht zu gefährden) nicht erwünscht waren. In einigen Fällen versuchte das MfS jedoch einzelne Personen bewusst zu kriminalisieren, indem es beispielsweise Wolf Biermann Minderjährige zuführte, mit dem Ziel, ihn später strafrechtlich belangen zu können. Als Delikte für eine derartige Kriminalisierung wurden unpolitische Vergehen wie Drogenbesitz, Zoll- und Devisenvergehen, Diebstahl, Steuerhinterziehung oder Vergewaltigungen angestrebt.
Als bewährte Formen der Zersetzung nennt die Richtlinie 1/76 unter anderem:

„systematische Diskreditierung des öffentlichen Rufes, des Ansehens und des Prestiges auf der Grundlage miteinander verbundener wahrer, überprüfbarer und diskreditierender, sowie unwahrer, glaubhafter, nicht widerlegbarer und damit ebenfalls diskreditierender Angaben; systematische Organisierung beruflicher und gesellschaftlicher Misserfolge zur Untergrabung des Selbstvertrauens einzelner Personen; […] Erzeugung von Zweifeln an der persönlichen Perspektive; Erzeugen von Misstrauen und gegenseitigen Verdächtigungen innerhalb von Gruppen […]; örtliches und zeitliches Unterbinden beziehungsweise Einschränken der gegenseitigen Beziehungen der Mitglieder einer Gruppe […] zum Beispiel durch […] Zuweisung von örtlich entfernt liegenden Arbeitsplätzen“

Mit dem durch Bespitzelung erlangten Wissen erstellte das MfS Sozio- und Psychogramme und wendete diese für persönlichkeitsorientierte Formen der Zersetzung an. Dabei wurden gezielt persönliche Eigenschaften und Neigungen (wie etwa Homosexualität) sowie angenommene „charakterliche Schwächen“ der „bearbeiteten Feindperson“ aufgegriffen – beispielsweise berufliches Versagen, Vernachlässigung elterlicher Pflichten, pornographische Interessen, Ehebruch, Alkoholismus, Abhängigkeit von Medikamenten, Neigung zu kriminellen Handlungen, Sammler- und Spielleidenschaften sowie Kontakte zu rechtsextremen Kreisen – oder zur Bloßstellung des Opfers als Gerücht in dessen Umfeld gestreut. Aus Sicht des MfS waren die Maßnahmen umso erfolgreicher, je persönlichkeitsbezogener sie angewendet wurden, jeglichen „Schematismus“ galt es zu vermeiden.
Ferner gehörten zu den Zersetzungsmethoden offene, verdeckte oder vorgetäuschte Bespitzelung, Brief- und Telefonkontrolle, das Beschädigen privaten Eigentums und Manipulationen an Fahrzeugen, bis hin zur Vergiftung von Lebensmitteln und falscher medizinischer Behandlung. Dabei nahmen einzelne MfS-Mitarbeiter den Suizid von Zersetzungsopfern auch billigend in Kauf.
In einigen Fällen, etwa gegen den Pfarrer und späteren Minister für Abrüstung und Verteidigung der letzten DDR-Regierung Rainer Eppelmann und seinen Freund Ralf Hirsch, sind sogar konkrete Mordabsichten (Tod durch Erfrieren, Vergiftungen, Herbeiführung eines Autounfalls) in den Unterlagen des MfS belegt.
Nicht abschließend geklärt werden konnte, ob das MfS Röntgenstrahlung einsetzte, um bei politischen Gegnern gesundheitliche Langzeitschäden hervorzurufen. So starben mit Rudolf Bahro, Gerulf Pannach und Jürgen Fuchs im Abstand von zwei Jahren drei zum gleichen Zeitpunkt inhaftierte, prominente DDR-Dissidenten an Krebserkrankungen. Eine Studie der BStU schloss jedoch auf Grundlage der vorhandenen Akten eine derart vorsätzliche Anwendung von Röntgenstrahlung aus und dokumentierte stattdessen nur einzelne Fälle fahrlässiger gesundheitsgefährdender Verwendung von radioaktiven Strahlenquellen, beispielsweise zur Markierung von Dokumenten.
Im Namen der Opfer schaltete das MfS Kontakt- oder Kleinanzeigen, löste Warenbestellungen aus oder setzte Notrufe ab, um diese zu terrorisieren. Besonders perfide, um in die Privatsphäre der DDR-Bürger einzudringen, waren die von der Stasi verübten kriminellen Wohnungseinbrüche, mit dem Ziel die Bewohner einzuschüchtern und psychische Belastungszustände zu erzeugen, indem offensichtliche Spuren der Anwesenheit durch Hinterlassen fremder Gegenstände oder Entfernung oder Veränderung vorhandener vorgenommen wurden.

### Zersetzung von Gruppen, Zerstörung von Familien- und Freundschaftsbeziehungen
Freundschafts-, Liebes-, Ehe- und Familienbeziehungen manipulierte das MfS durch anonyme Briefe, Telegramme und Telefonanrufe sowie (oftmals gefälschte) kompromittierende Fotos. Auf diese Weise sollten Eltern und Kinder systematisch entfremdet werden. Zur Provokation von Beziehungskonflikten sowie außerehelicher Beziehungen unternahm das MfS mittels sogenannter Romeo-Agenten gezielte Umwerbungsversuche.
Für die Zersetzung von Gruppen wurden gezielt (auch minderjährige) IM innerhalb der Gruppe angeworben und eingesetzt. Oppositionelle Gruppen wurden in ihrer Arbeit behindert, indem durch IM permanent Korrekturen und Gegenvorschläge in deren programmatische Diskussionen eingebracht wurden. Um Misstrauen innerhalb der Gruppe zu erzeugen, erweckte das MfS gelegentlich nur den Eindruck, einzelne Gruppenmitglieder seien als IM tätig. Neben der Verbreitung von Gerüchten oder manipulierten Fotos fingierte das MfS hierbei Indiskretionen über angebliche IM-Treffen oder lud einzelne Gruppenmitglieder zu staatlichen Stellen vor, um den Eindruck einer IM-Tätigkeit zu erwecken. Auch durch die gezielte Gewährung von Privilegien – zum Beispiel bei Urlaubs- und Reisegenehmigungen oder der Zuteilung von Wohnungen oder PKW – sollte der Eindruck einer MfS-Tätigkeit einzelner Gruppenmitglieder erzeugt werden. Zweifel entstanden zudem durch die Inhaftierung nur einiger Mitglieder einer Gruppe.

## Zielgruppen für Zersetzungsmaßnahmen
Maßnahmen der Zersetzung wurden seitens des MfS gegen Einzelpersonen und Personengruppen angewandt. Es existierte jedoch keine homogene Zielgruppe für Zersetzungsmaßnahmen, da oppositionelles Verhalten in der DDR vielfältig in Erscheinung trat und das MfS daher differenzierte Maßnahmen zu dessen Bekämpfung ergriff. Dennoch nannte das MfS als Hauptzielgruppen:
- Zusammenschlüsse von Ausreiseantragstellern
- feindliche Gruppen unter kritischen Künstlern
- kirchliche Oppositionsgruppen
- Gruppierungen von Jugendlichen
- sowie deren Unterstützer (Menschenrechts-, Friedens- und Fluchthilfeorganisationen, ausgereiste und ausgebürgerte Oppositionelle).

Zudem setzte die Stasi vereinzelt Methoden der Zersetzung auch gegen missliebige unpolitische Organisationen wie die Wachtturm-Gesellschaft ein.
Zu den prominentesten Opfern von Zersetzungsmaßnahmen zählten Jürgen Fuchs, Gerulf Pannach, Rudolf Bahro, Robert Havemann, Rainer Eppelmann, Reiner Kunze, die Eheleute Gerd und Ulrike Poppe sowie Wolfgang Templin.

## Gesellschaftliche und juristische Aufarbeitung
Seit 2019 kann Zersetzung gesetzlich entschädigt werden. Sofern ihnen dies bewusst wurde, versuchten DDR-Oppositionelle wie Wolfgang Templin zum Teil erfolgreich, die Zersetzungstätigkeiten des MfS über westliche Journalisten öffentlich zu machen. Der Spiegel veröffentlichte 1977 die fünfteilige Serie Du sollst zerbrechen! des exilierten Jürgen Fuchs, in der er die „operative Psychologie“ der Stasi beschrieb. Das MfS versuchte, derartigen Veröffentlichungen entgegenzuwirken, indem es Fuchs in Redaktionen als Stasi-Paranoiker diskreditierte, so dass der Spiegel und andere Medien davon ausgingen, Fuchs leide an Verfolgungswahn. Dies konnte erst durch die Einsicht in die Stasi-Akten nach der politischen Wende in der DDR widerlegt werden.
Da das Ausmaß und die Art der Zersetzungsmaßnahmen bis zur Wende sowohl in der DDR-Bevölkerung als auch im Ausland unbekannt waren, reagierten Betroffene angesichts der heimtückischen Vorgehensweise des MfS teilweise mit Unglauben auf die Enthüllungen. Viele Betroffene äußern bis heute, dass sie nicht verstünden, wie die beteiligten MfS-Mitarbeiter derart unmenschliche Maßnahmen vollziehen konnten.
Im Wesentlichen gelten Methoden der Zersetzung auf Grund des Rückwirkungsverbots auch nach 1990 als nicht strafwürdig, eine Beteiligung an der Planung oder Anwendung von Zersetzungsmaßnahmen zog daher in der Regel keine juristischen Folgen nach sich. Da ein eigener Straftatbestand der Zersetzung nicht existiert, müssen Zersetzungsmaßnahmen einzeln angezeigt werden. Handlungen, die auch nach DDR-Recht Straftatbestände waren (etwa die Verletzung des Briefgeheimnisses), hätten bereits kurz nach der Tat bei DDR-Behörden angezeigt werden müssen, um einer Verjährung zu entgehen. Erschwerend kam für viele Betroffene hinzu, dass das MfS als Urheber persönlicher Schäden und Misserfolge nicht erkennbar war. Stasi-Unterlagen, in denen derartige Maßnahmen protokolliert sind, besitzen vor Gericht oftmals keine Beweiskraft. Zudem ließ das MfS Dokumente zu durchgeführten Zersetzungsmaßnahmen oft bewusst vernichten.
Opfer von Zersetzungsmaßnahmen erhalten – sofern sie nicht mindestens 90 Tage inhaftiert waren – keine Opferpension gemäß §17a des Strafrechtlichen Rehabilitierungsgesetzes (StrRehaG). Bei nachweislicher systematischer, beruflicher und/oder gesundheitlicher Schädigung durch das MfS kann gemäß Unrechtsbereinigungsgesetz (2. SED-UnBerG) eine verwaltungsrechtliche sowie eine berufliche Rehabilitierung beantragt werden. Diese heben bestimmte Verwaltungsmaßnahmen von DDR-Organen auf und stellen deren Rechtsstaatswidrigkeit fest. Dies ist Voraussetzung für soziale Ausgleichszahlungen nach dem Bundesversorgungsgesetz. Bei einer anerkannten Verfolgungszeit von mehr als drei Jahren und nachgewiesener Bedürftigkeit können zudem Ausgleichszahlungen für Verdienstausfälle und Rentenschäden beantragt werden. Als besondere Hürden erweisen sich in den genannten Fällen jedoch der vom Betroffenen zu erbringende Nachweis des Eingriffs des MfS in Gesundheit, Vermögen, Ausbildung und Beruf sowie die Anerkennung von (zum Teil psychischen) Gesundheitsschäden als direkte Folge von Zersetzungsmaßnahmen.

## Film
- Zersetzung der Seele (La décomposition de l'âme) – Dokumentarfilm von Nina Toussaint und Massimo Iannetta, Lichtfilm, Deutschland/Belgien 2002, 82 min., Erstausstrahlung: 3. November 2003 auf ARTE.